# Kliche (tryk)
 For alternative betydninger, se Kliche. (Se også artikler, som begynder med Kliche)
En kliché er inden for bogtrykket et trykelement for billeder i højt relief frembragt ved ætsning i metal eller fremstillet i plastik.

## Teknik
Metalklichéer blev oprindeligt fremstillet ved at tegne direkte på en metalplade med en fed, syrefast tusch eller kridt og så ætse pladen. Man kunne også lave tegningen på særligt papir og så overføre tegningen til metalpladen. Tegningen kan derved fremstilles retvendt. Men ret hurtigt udviklede man den fotografiske reproteknik.
Man fremstillede først et hårdt (uden gråtoner) negativ i samme størrelse som klichéen i et stort reprokamera. Dette kunne være flere meter langt. Negativet skulle vendes om for at det færdige tryk kunne blive retvendt. Dette skete med et spejl eller et prisme.
Negativet blev fremkaldt og kontaktkopieret på en metalplade belagt med en lysfølsom hinde. Som metal brugte man som oftest zink, men til større oplag eller til særligt fine tryk brugte man messing eller kobber. Den lysfølsomme hinde var æggehvide eller fiskelim tilsat ammoniumbikromat. Shellak kunne også bruges. Når hinden blev belyst, garvedes de belyste dele og blev uopløselige. Man påførte et lag farve og vaskede de ubelyste partier af hinden bort. Efter tørring pudredes hinden med asfaltpulver og pladen opvarmes, så asfalten smeltede sammen med hinden. Brugtes fiskelim, smeltede limen til en art syrefast emalje. Bagsiden af pladen blev beskyttet med et lag shellak.
Pladen ætsedes derpå, enten i en skål eller i en ætsemaskine, der kastede ætsevæsken mod pladen. Zinkklichéer ætsedes med salpetersyre, kobber og messing med jernkloridopløsning.
Undervejs måtte ætsningen afbrydes for at stregerne ikke skulle underætses og derved blive for tynde. Man skyllede og tørrede klichéen, valsede den over med farve og pudrede igen med asfaltpulver. Der varmedes og farven løb ned på siden af stregerne og beskyttede disse.
Derved fik stregerne efterhånden en facon som trappetrin. Man sluttede derfor med at fjerne den beskyttende farve, påføre et nyt lag farve og så rundætsede man stregerne.
Hvis der er tale om en stregkliché (klichéen består kun af streger og farvede flader), skulle der ætses til en stor dybde. En autotypi skulle derimod ikke ætses så dybt.
I de senere år af bogtrykket udviklede man klichéer af en plastikmasse, der hærdede ved lyspåvirkning, hvorefter de ubelyste områder kunne udvaskes med vand. Massen hærdedes derpå ved at blive ”bagt”. Det er de såkaldte gummiklichéer, der er bøjelige. Der fandtes også hårde plastikklichéer.
Klichéen monteredes på en træ eller jernklods klar til tryk. En plastikkliché kunne monteres på blindmateriale.